# Liebe zu Besuch
Liebe zu Besuch (Originaltitel: Home Again) ist eine US-amerikanische Filmkomödie aus dem Jahr 2017 mit Reese Witherspoon in der Hauptrolle. Es ist die erste Regiearbeit von Hallie Meyers-Shyer, der Tochter von Nancy Meyers, die als Produzentin des Films fungiert. In den USA startete der Film am 8. September 2017, in Deutschland ist er am 23. November 2017 im Kino erschienen.

## Handlung
Alice Kinneys 40. Geburtstag beginnt mit vielen Tränen. Seit sie sich vor fünf Monaten von ihrem Mann Austen getrennt hatte und von New York wieder nach Los Angeles gezogen ist, lebt sie mit ihren beiden Töchtern Isabel und Rosie im Haus ihres verstorbenen Vaters, der ein berühmter Filmregisseur war. Alice hat große Pläne in L.A.: Sie möchte sich als Innenarchitektin selbstständig machen. Doch ihre Töchter vermissen ihren Vater, der in New York geblieben ist. Die Kinder ruft Austen meist nur aus Pflichtgefühl an. Bisher hat ihn sein wichtiger Job im Musikbusiness daran gehindert nach L.A. zu kommen.
Die Brüder Harry und Teddy und ihr Freund George sind auch aus New York nach L.A. gekommen mit einer grandiosen Filmidee für ein Arthouse-Projekt. Sie haben zwar kein Geld mehr und werden aus ihrem Motel geworfen, doch immerhin haben sie einen Filmproduzenten gefunden, der das Projekt mit ihnen entwickeln will. Den Erfolg feiern die drei in derselben Bar, in der auch Alice ihren Geburtstag feiert. Harry trifft auf Alice, flirtet drauflos und am Ende feiern sie alle gemeinsam und tanzen bis in die frühen Morgenstunden. Die drei Jungs landen in Alice’ Wohnung. Am nächsten Morgen sind alle verkatert, als Alice’ Mutter Lillian mit den beiden Töchtern auf der Matte steht. Lillian ist ganz begeistert von den drei Jungs, die große Fans von Lillian sind, die in den Filmen von Alice’ Vater gespielt hat. Während George und Teddy Lillians Anekdoten zuhören, würde Harry lieber über die vergangene Nacht reden. Doch Alice hat einen dringenden Termin bei ihrer Klientin Zoey, einer reichen und selbstsüchtigen Society-Lady, die für Alice’ Geschäft den Durchbruch bringen könnte.
Lillian lädt die drei Jungs ein im Gästehaus zu bleiben, und die drei werden ein fester Bestandteil in Alice’ Alltagsleben: George freundet sich mit Isabel an und hilft bei ihrem Schultheaterstück, während Teddy sich als Kochkünstler und Programmierer ihrer Homepage hervortut. Harry und Alice kommen sich näher. Die Jungs verfolgen ihr Filmprojekt weiter, während Alice ihren Auftrag bei Zoey verliert, ohne von ihr auch nur einen Cent Honorar zu erhalten. Als Alice dann Harry ihren Freunden vorstellen will und er aufgrund seines Filmprojekts nicht auftaucht, beendet sie die Affäre.
Austen kehrt aus New York zurück und überrascht Alice. Er sieht sich als Herr im Haus und ist nicht begeistert von dem Besuch, insbesondere zwischen Harry und Austen kommt es zu einer eher nicht freundschaftlichen Begegnung. Nach einem gemeinsamen Familiendinner mit den Kindern kommt Alice ins Grübeln und fragt sich, ob es vielleicht doch ein Fehler war, sich von Austen zu trennen oder ob sie Harry vorschnell vor die Tür gesetzt hat. Es kommt zur Eskalation der Situation, und Alice steht vor der endgültigen Entscheidung, wie und mit wem sie ihr Leben verbringen will.

## Hintergrund
Die drei Schauspieler Pico Alexander, Nat Wolff und Jon Rudnitsky, die im Film die Rollen der angehenden Filmemacher Harry, Teddy und George übernehmen, kommen auch im richtigen Leben aus New York, und teilten sich für die Dauer der Dreharbeiten eine Wohnung in Los Angeles.
Der Film hat bei einem Budget von 12 Millionen US-Dollar in den USA und Kanada 27 Millionen Dollar eingespielt.